# Herbert Ebbers
Herbert Ebbers (* 1934 in Bocholt) ist ein ehemaliger deutscher Radrennfahrer und nationaler Meister im Radsport.

## Sportliche Laufbahn
Ein erster größerer Erfolg gelang ihm mit dem Sieg im Eintagesrennen Rund um Düren 1953. 1954 bestritt er die DDR-Rundfahrt und wurde beim Sieg von Gustav-Adolf Schur auf dem 6. Rang klassiert. Er war damit der beste Vertreter der zwölf gestarteten Fahrer aus dem Bereich des Bundes Deutscher Radfahrer. 1955 gewann er die nationale Meisterschaft im Querfeldeinrennen. Er wurde für die Weltmeisterschaften im Querfeldeinrennen nominiert und belegte den 10. Platz im Rennen, 1956 kam er auf den 20. Rang. 
In jener Saison wurde er auch Berufsfahrer und konnte die 3. Etappe der Deutschland-Rundfahrt gewinnen. Danach fuhr er hauptsächlich Querfeldeinrennen und nahm noch zweimal an den Weltmeisterschaften teil. 1961 beendete er seine Laufbahn.